# Església de Jukkasjärvi

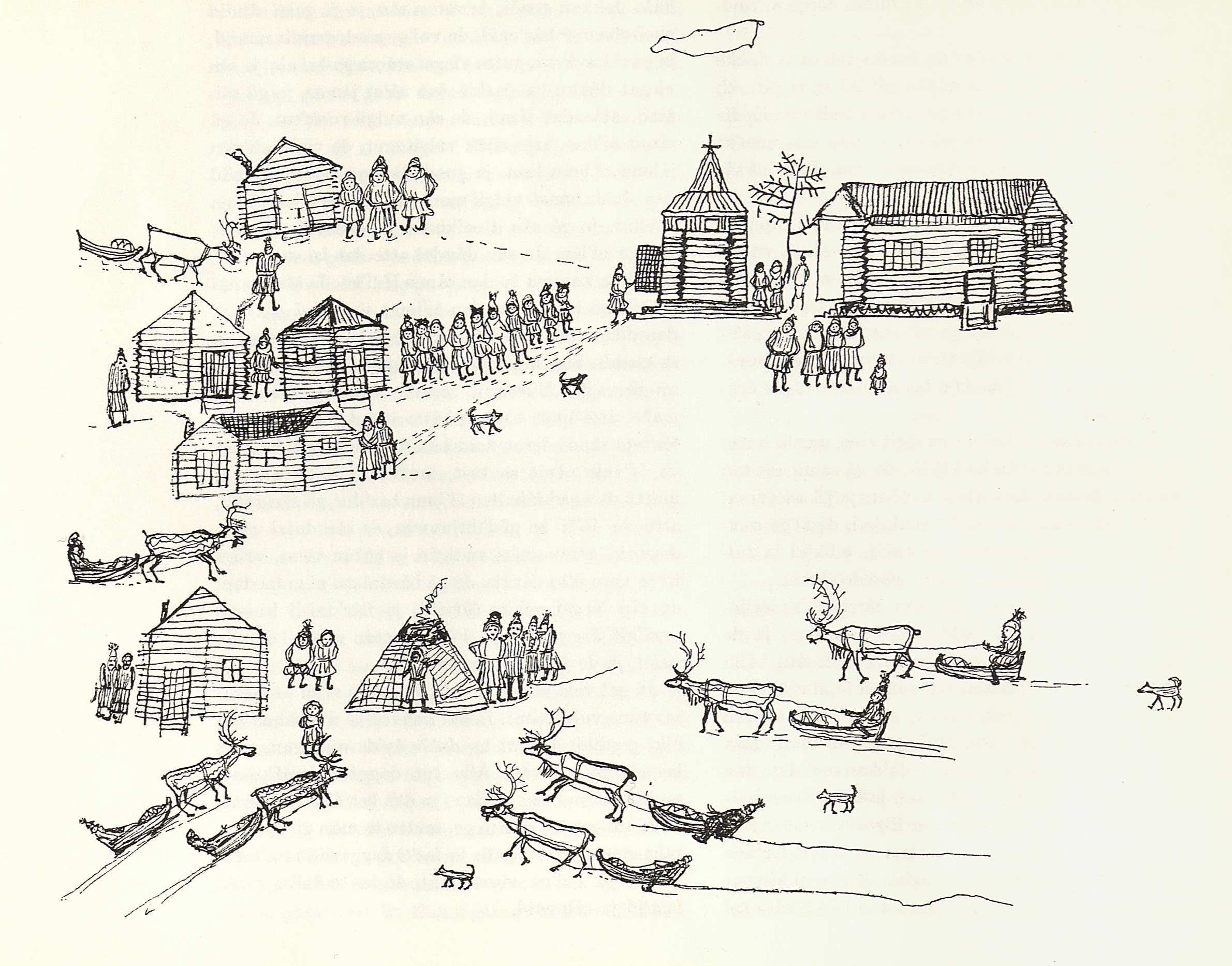
L'església de Jukkasjärvi vista per l'artista Johan Turi

L'església de Jukkasjärvi és la parròquia del petit nucli de població suec de Jukkasjärvi, dins el municipi de Kiruna i depenent eclesiàsticament de la diòcesi de Luleå. És considerada l'església més antiga de la Lapònia sueca.

## Descripció
L'església parroquial de Jukkasjärvi és considerada l'església més antiga de la Lapònia sueca, i és coneguda pel seu retaule esculpit per Bror Hjorth.
S'estructura en dos edificis:
- el campanar amb una base quadrada i tres cossos superposats acabats cadascun d'ells en una forma de piràmide truncada on s'assenta el següent. La base de l'edifici està travessada per un passadís que fa d'accés al recinte del cementiri i al pas cap al segon edifici que conté la nau de l'església
- nau principal, rectangular, amb un petit porxo i una rectoria adossada al costat nord. Té una teula a dues vessants.

## Història
L'església va ser construïda el 1607-1608 i es va acabar el 1785. La nau principal de l'església va ser construïda al voltant de 1607, mentre que el presbiteri i el porxo actual es van afegir el 1726 quan es va reconstruir l'església. El campanar independent, construït en la dècada de 1740 i el cor es va completar el 1785.
El 1907 es va realitzar una important obra de reparació que incloïa el terra de fusta, sota el qual es varen descobrir 87 tombes.

## Elements destacats
Del seu interior destaquen:
- el retaule obra de Bror Hjort i regalat per la LKAB l'any 1958 amb motiu del 350 aniversari de la fundació de l'església. El retaule és un tríptic, tallat en fusta de teca. Al centre hi ha una figura de Crist i les escenes secundàries mostren algunes escenes del sacerdot Lars Levi Laestadius.[2]

- L'orgue que va ser inaugurat pel bisbe Gunnar Weman el 1997 i està construït per la fàbrica d'òrgues Grönlund de Gammelstad. La decoració artística de la façana de l'orgue és obra de l'artista Lars Levi-Sunna. En el frontal est representa el sol i la creu cristiana al centre. L'orgue està fet de bedoll, banya de ren i cuir adobat de primera. Fins i tot el teclat està fet de bedoll i cornamenta de ren. El registre està adornat amb diferents personatges presos de la mitologia sami. L'orgue incorpora sons de cants d'ocell, de tambors i de petjades de ren.[3]

- A la dreta de la nau hi ha una imatge votiva en forma de canoa, similar a les que es feien servir al riu Torne per al transport fluvial de passatgers. L'escultura d'un metre de llarg és obra de Thomas Qvarsebo del 2006. Va ser incorporada amb motiu del 400 aniversari de la fundació de l'església.

## Galeria

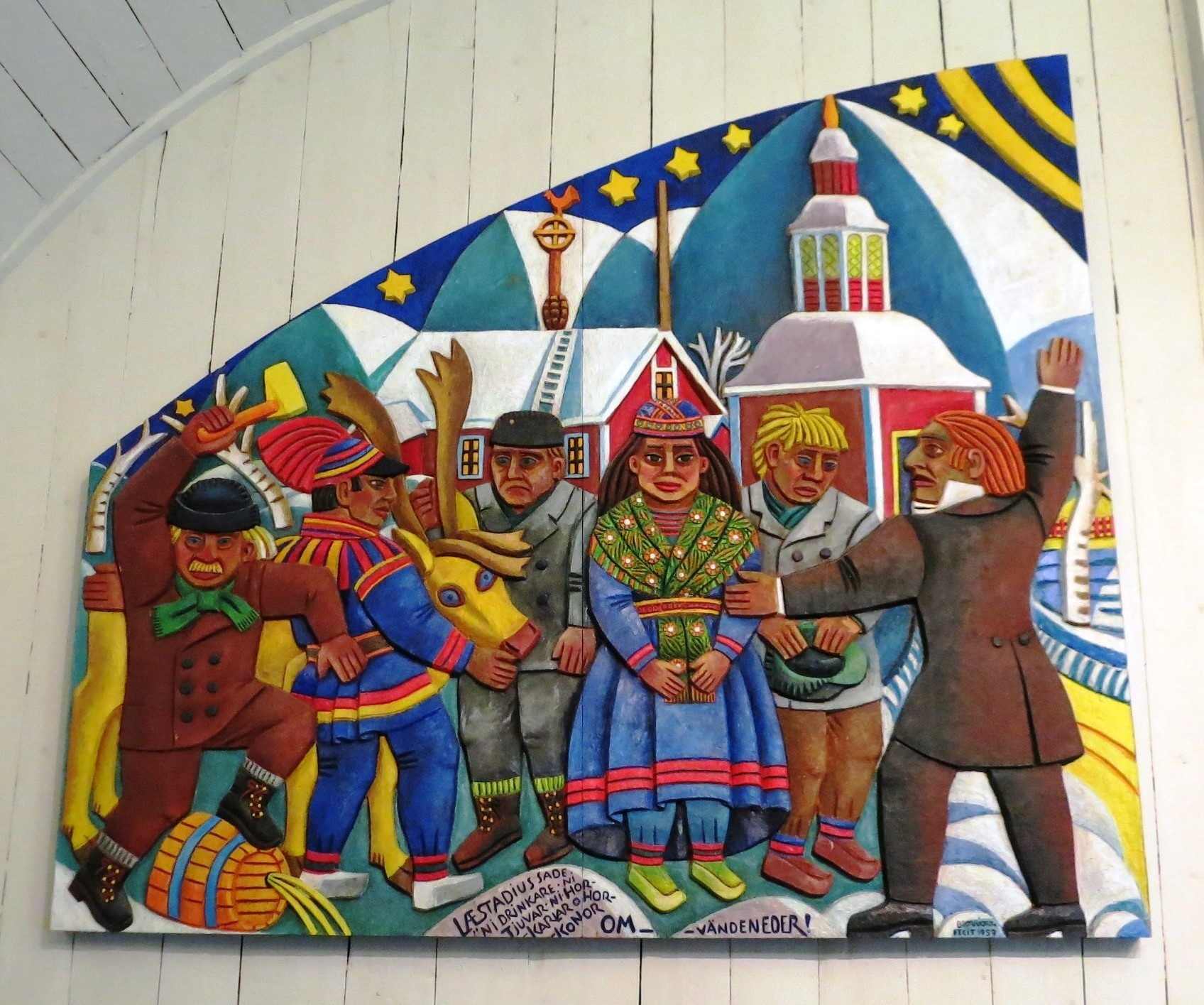
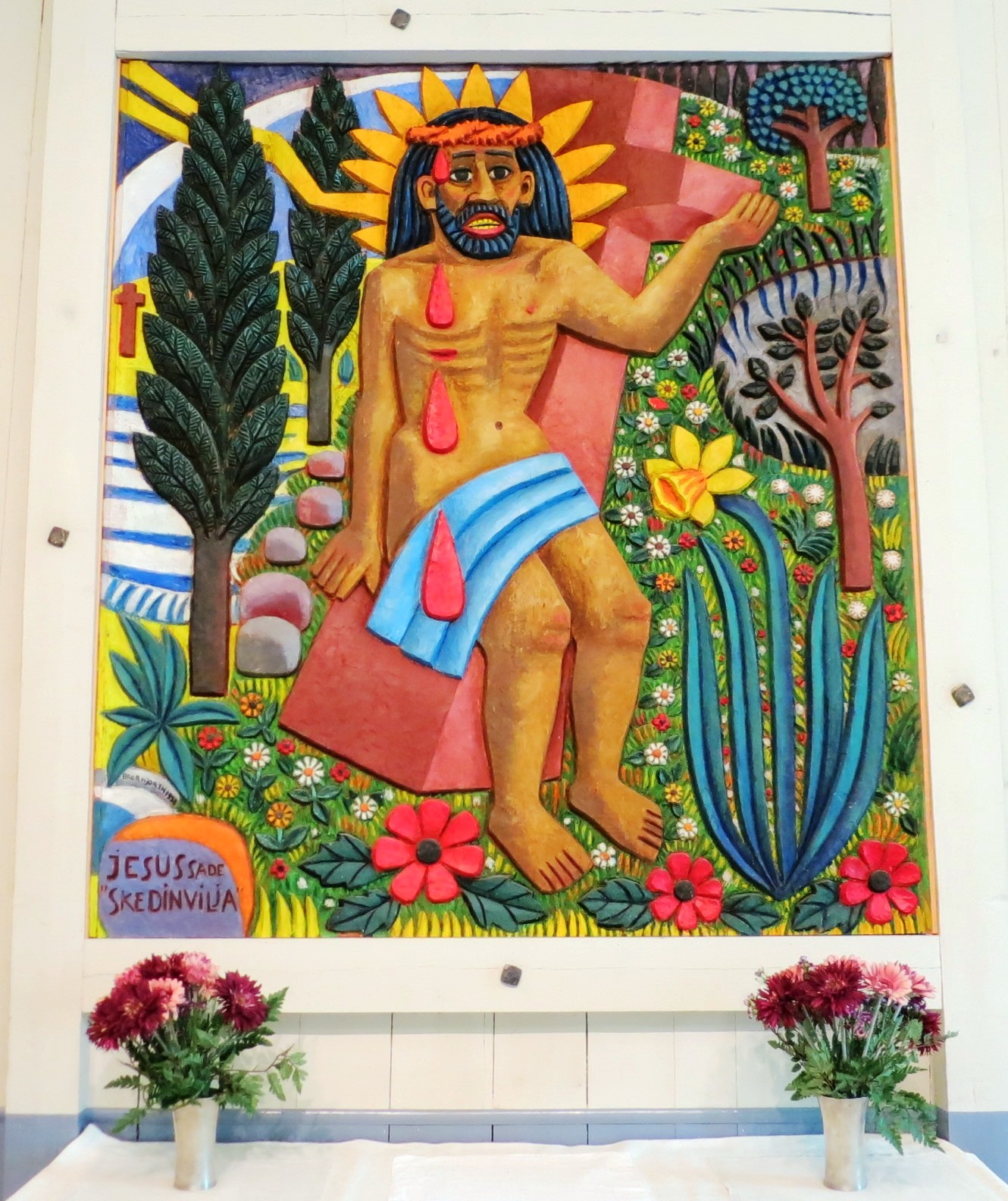
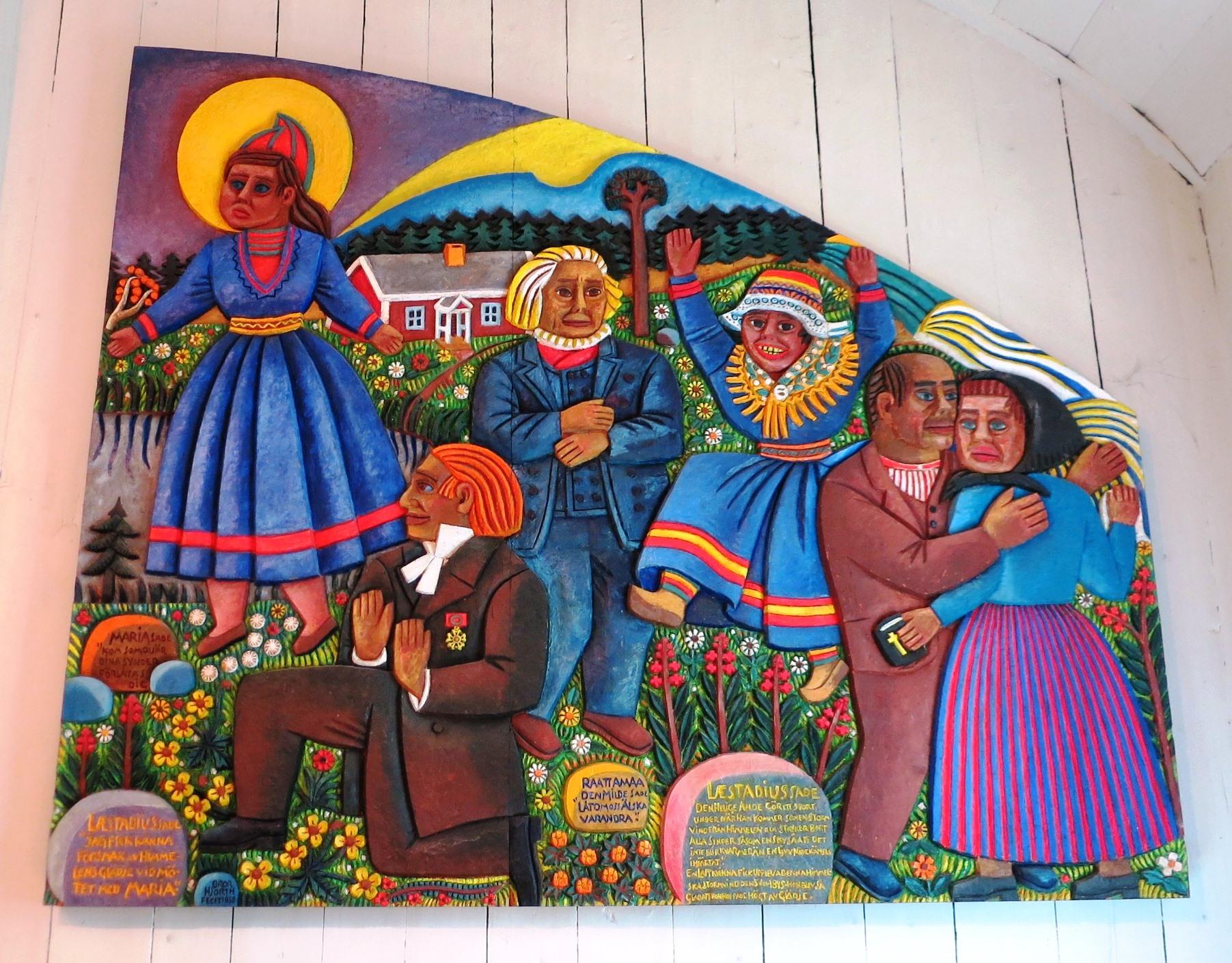
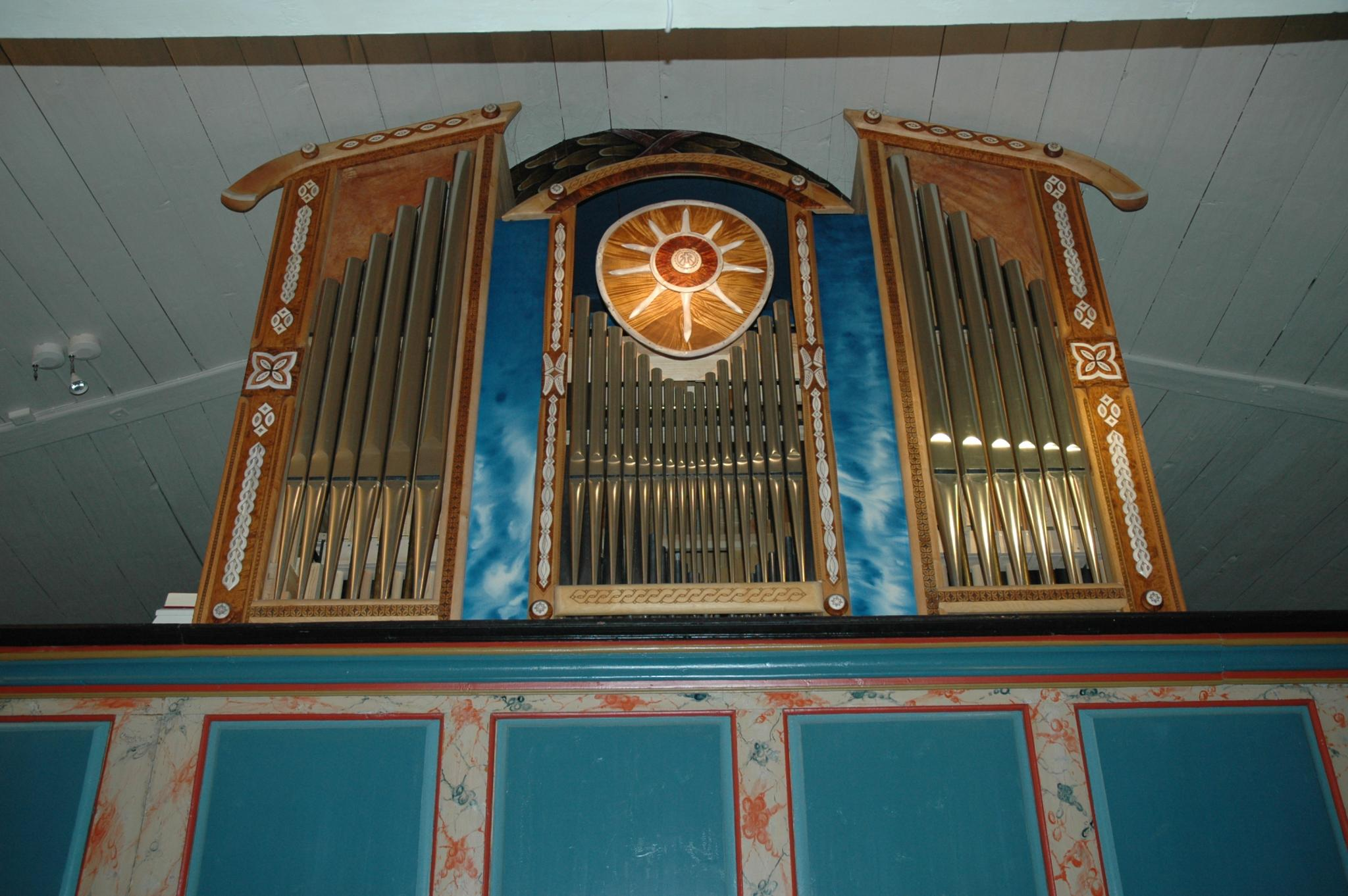
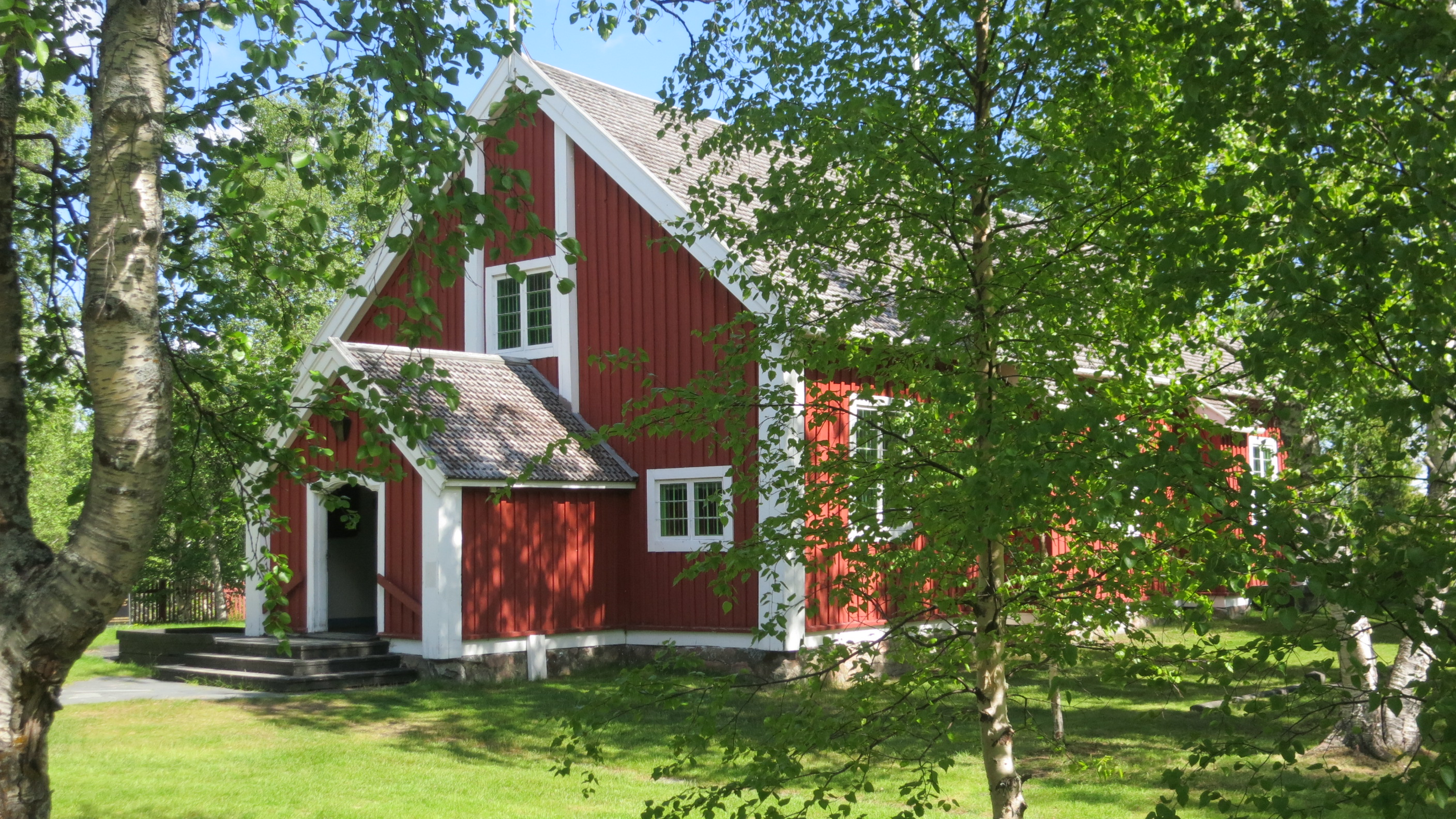
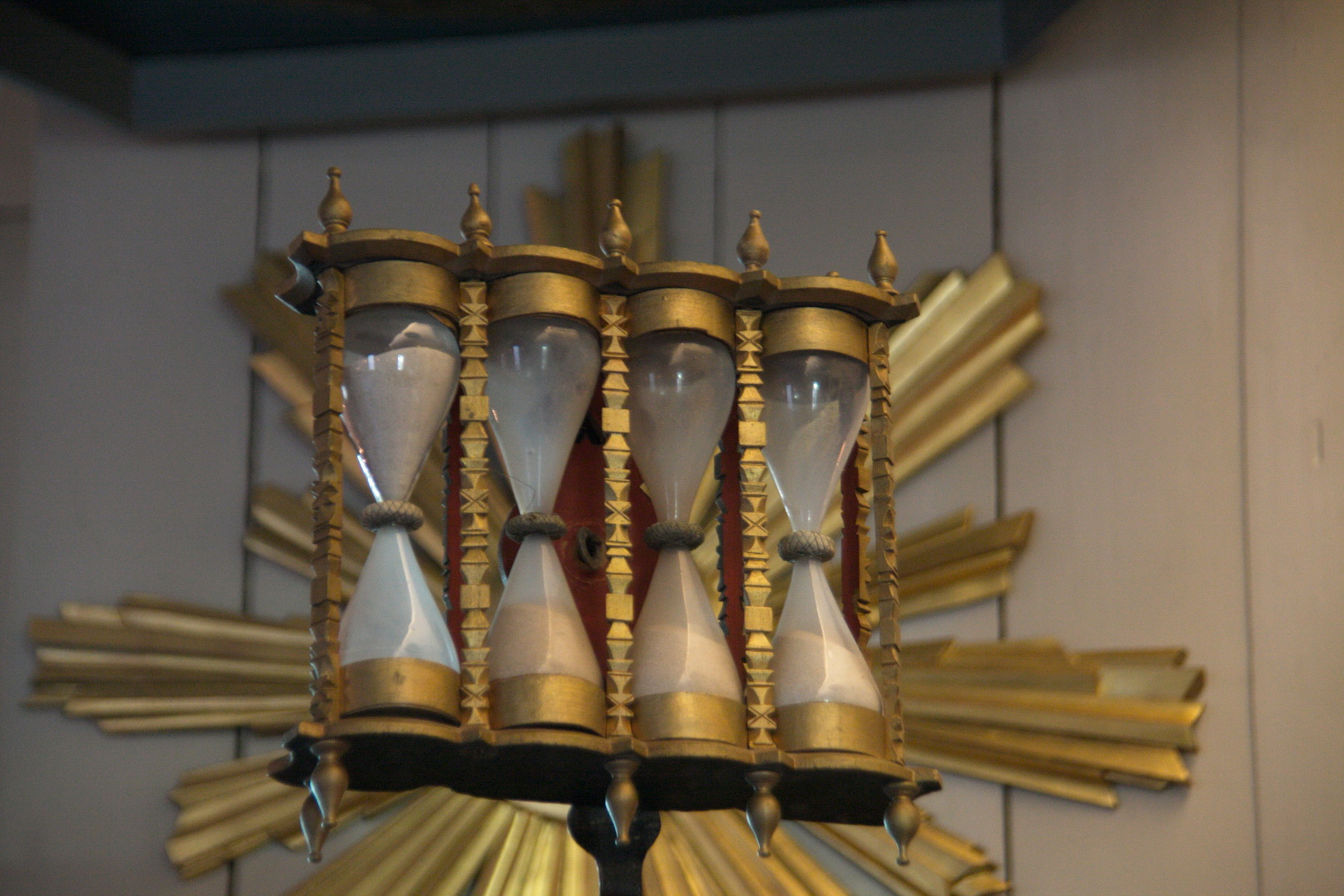